# Liste der Kirchen der Evangelisch-reformierten Kirche
Diese Liste der Kirchen der Evangelisch-reformierten Kirche umfasst alle Kirchengebäude der Evangelisch-reformierten Kirche, einer der reformierten Gliedkirchen der Evangelischen Kirche in Deutschland (EKD), deren Gemeinden in ganz Deutschland (überwiegend in Bayern und Nordwestdeutschland) verteilt sind. Die Kirchen tragen in der Regel keine Namen im Sinne eines Patroziniums, sondern – im Falle mehrerer Kirchen in einem Ort – lediglich Unterscheidungsbezeichnungen (z. B. Alte Kirche in Nordhorn, Neue Kirche in Nordhorn u. ä.).
Die Aufzählung der Kirchen erfolgt in der alphabetischen Reihenfolge der Bundesländer sowie der kommunalen Gemeinden, in deren Gebiet sie liegen.

## Baden-Württemberg

### Stuttgart
- Ev.-ref. Kirche (Stuttgart)

## Bayern

### Bayreuth

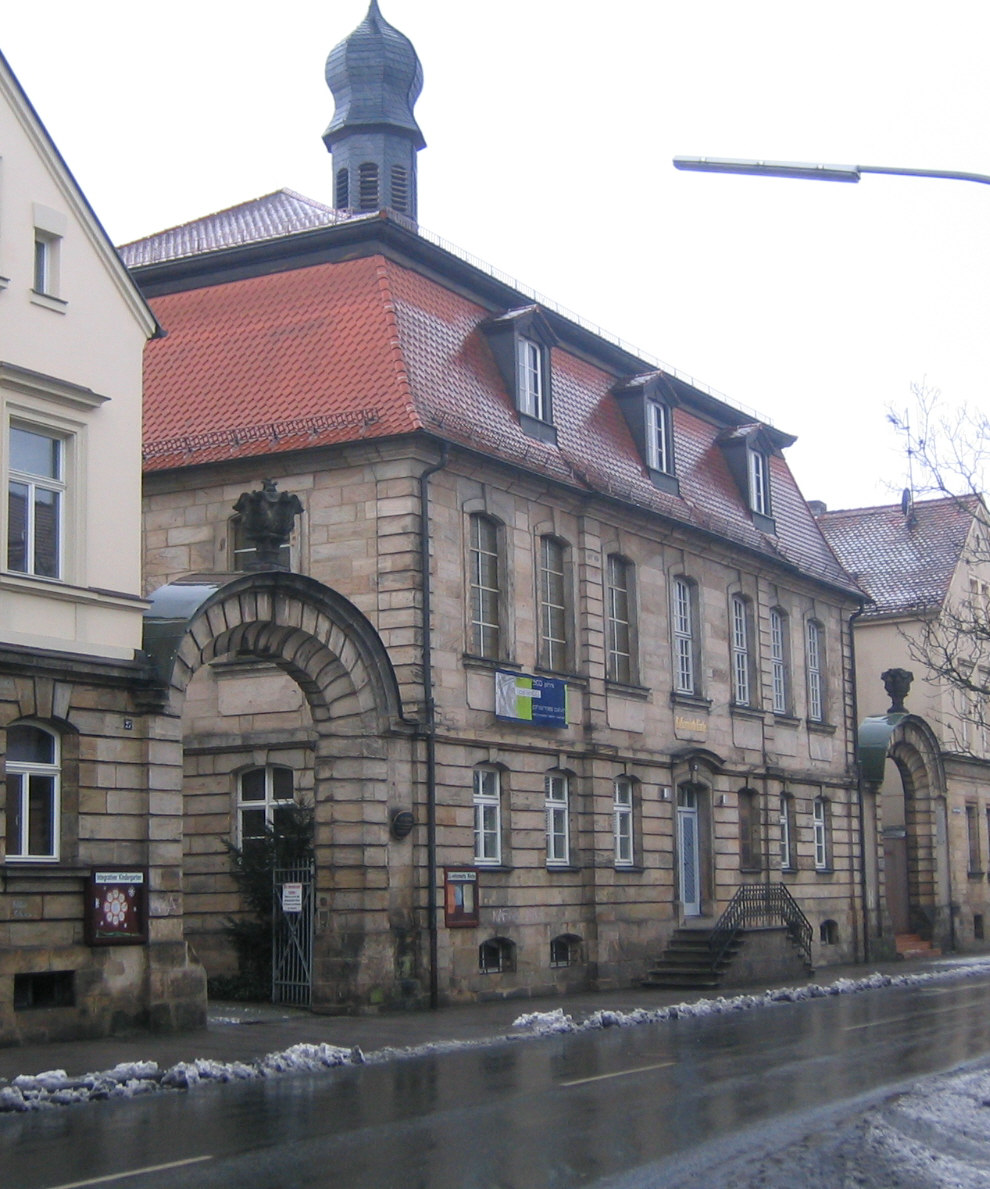
Ev.-ref. Kirche Bayreuth

- Ev.-ref. Kirche (Bayreuth)

### München

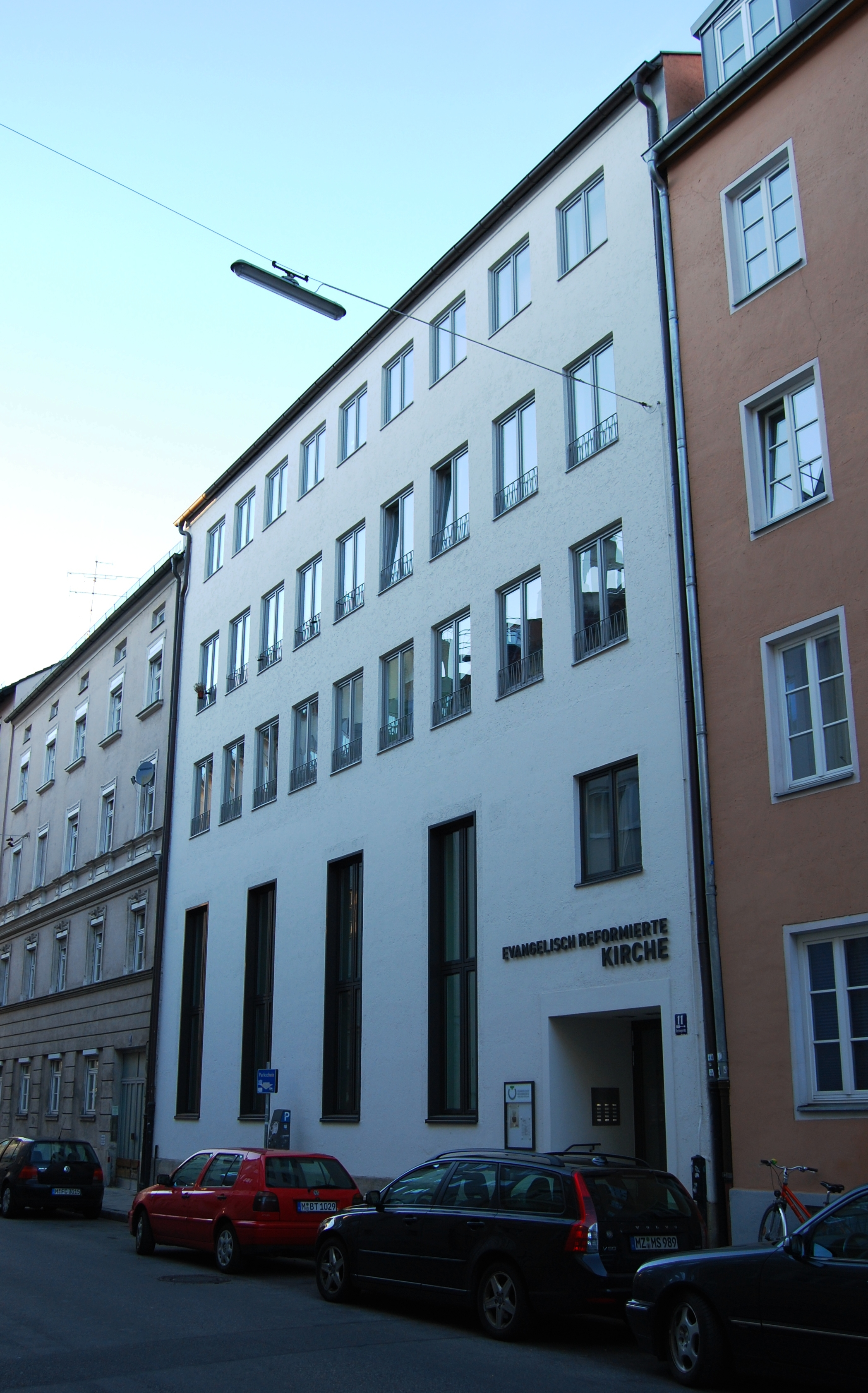
Ev.-ref. Kirche I in München

- Ev.-ref. Kirche (München I)
- Ev.-ref. Kirche (München II)
- Ev.-ref. Kirche (München III)

## Bremen

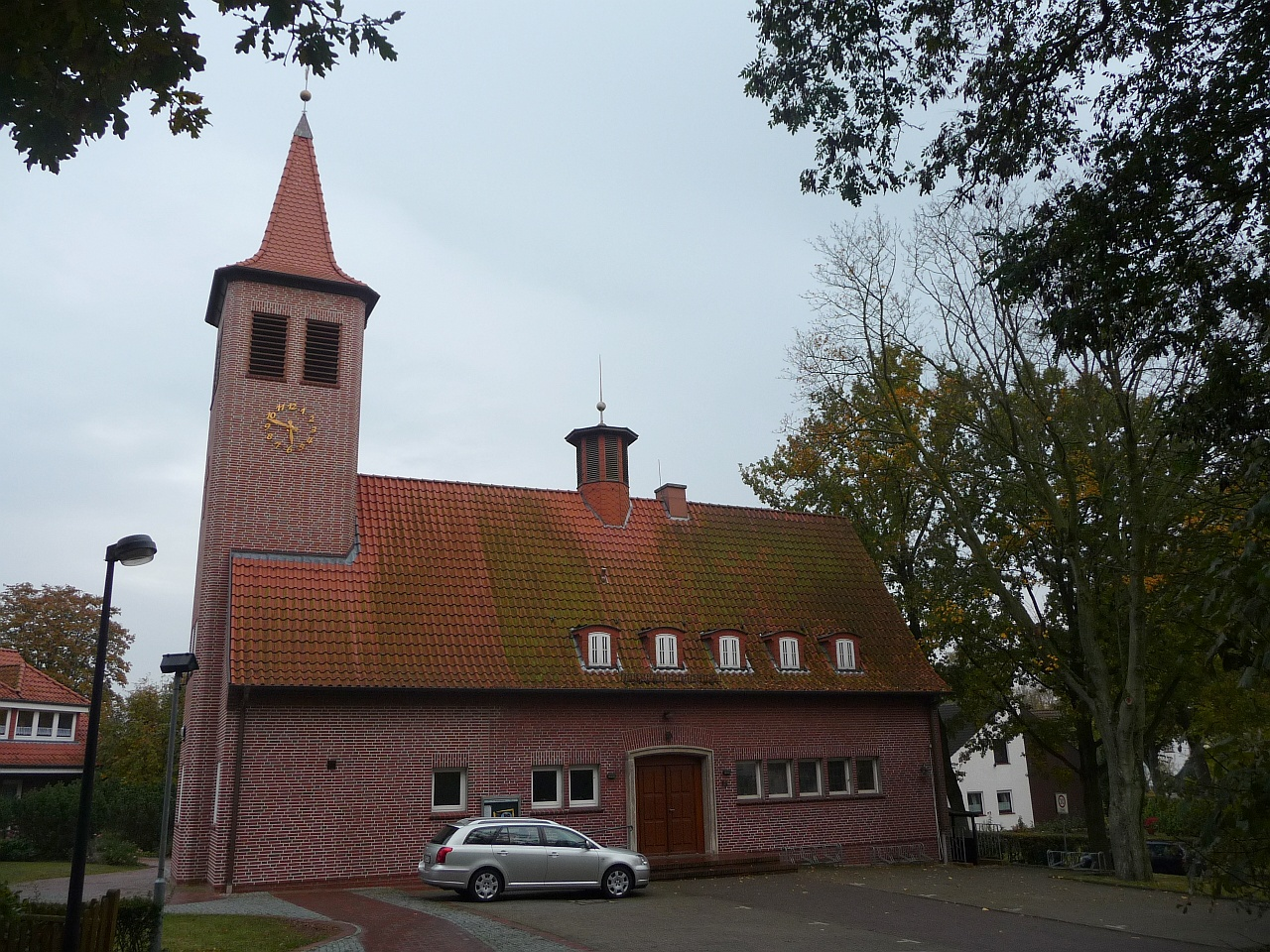
Ev.-ref. Kirche Rekum in Bremen

### Bremen
→ siehe Liste von Sakralbauten in Bremen

### Bremerhaven
- Ev.-ref. Kirche (Bremerhaven)

## Hamburg

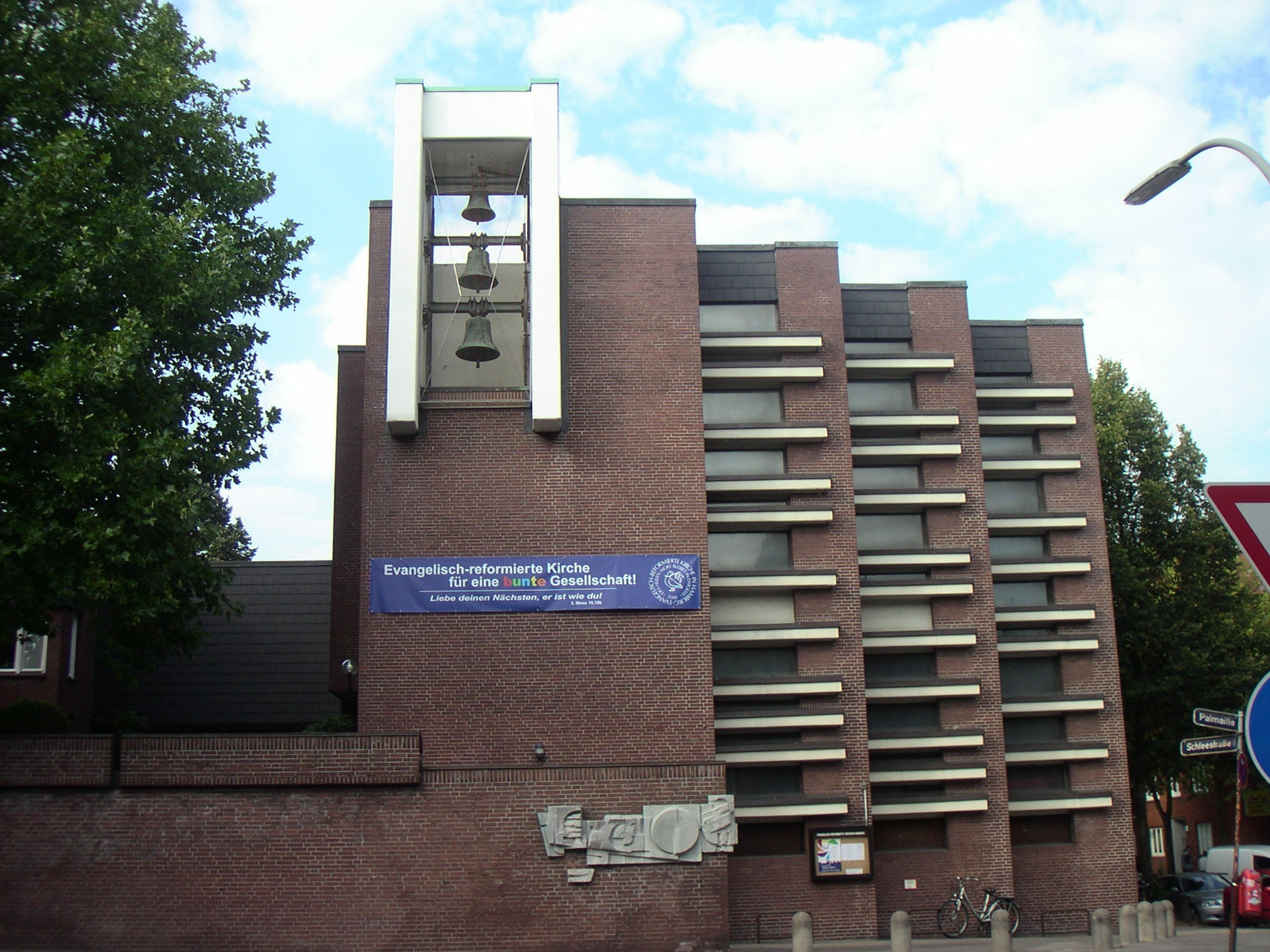
Ev.-ref. Kirche Altona in Hamburg

- Reformierte Kirche Altona (Hamburg)
- Reformierte Kirche Ferdinandstraße (Hamburg)

### Bützow

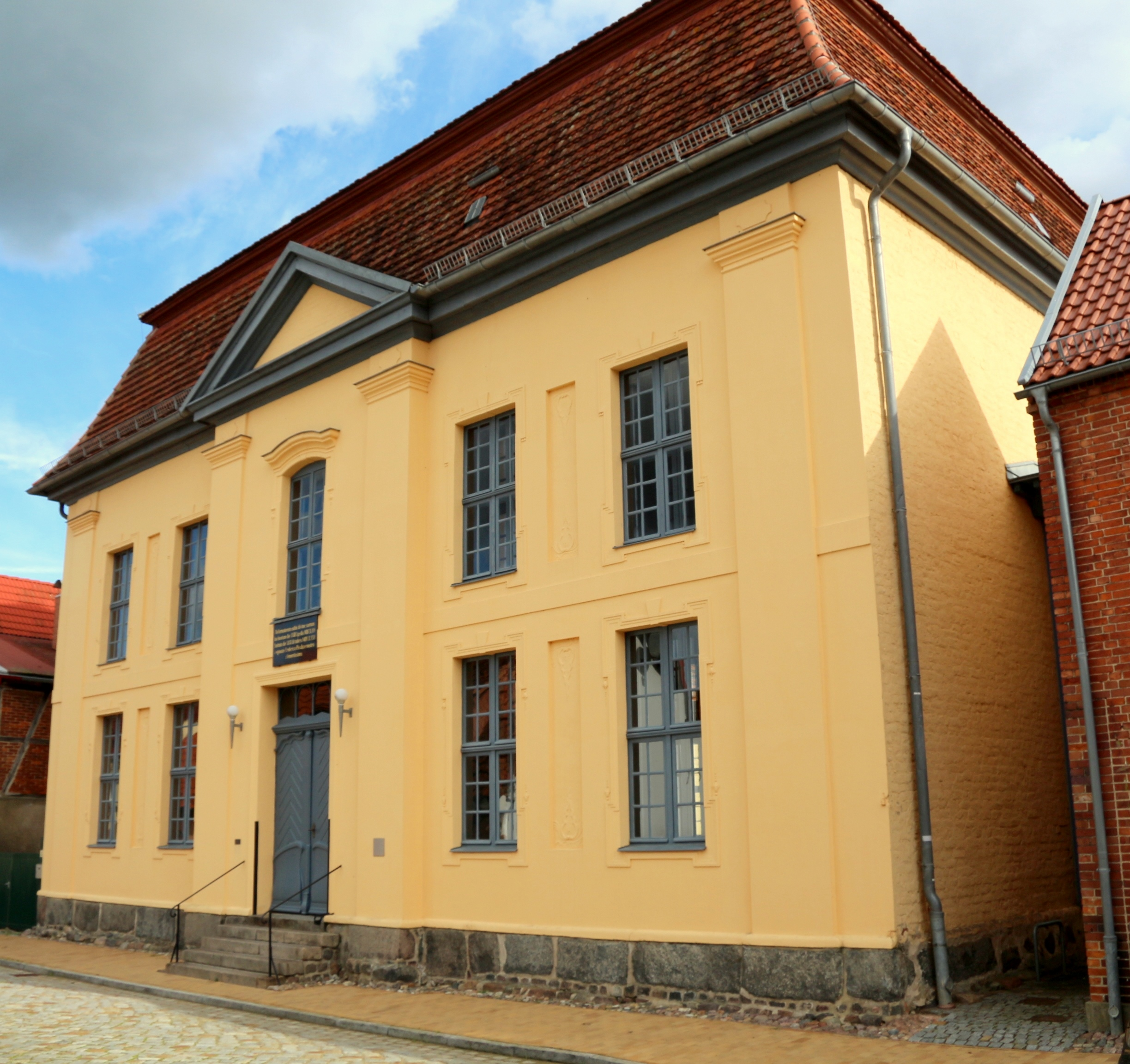
Reformierte Kirche in Bützow

### Aurich

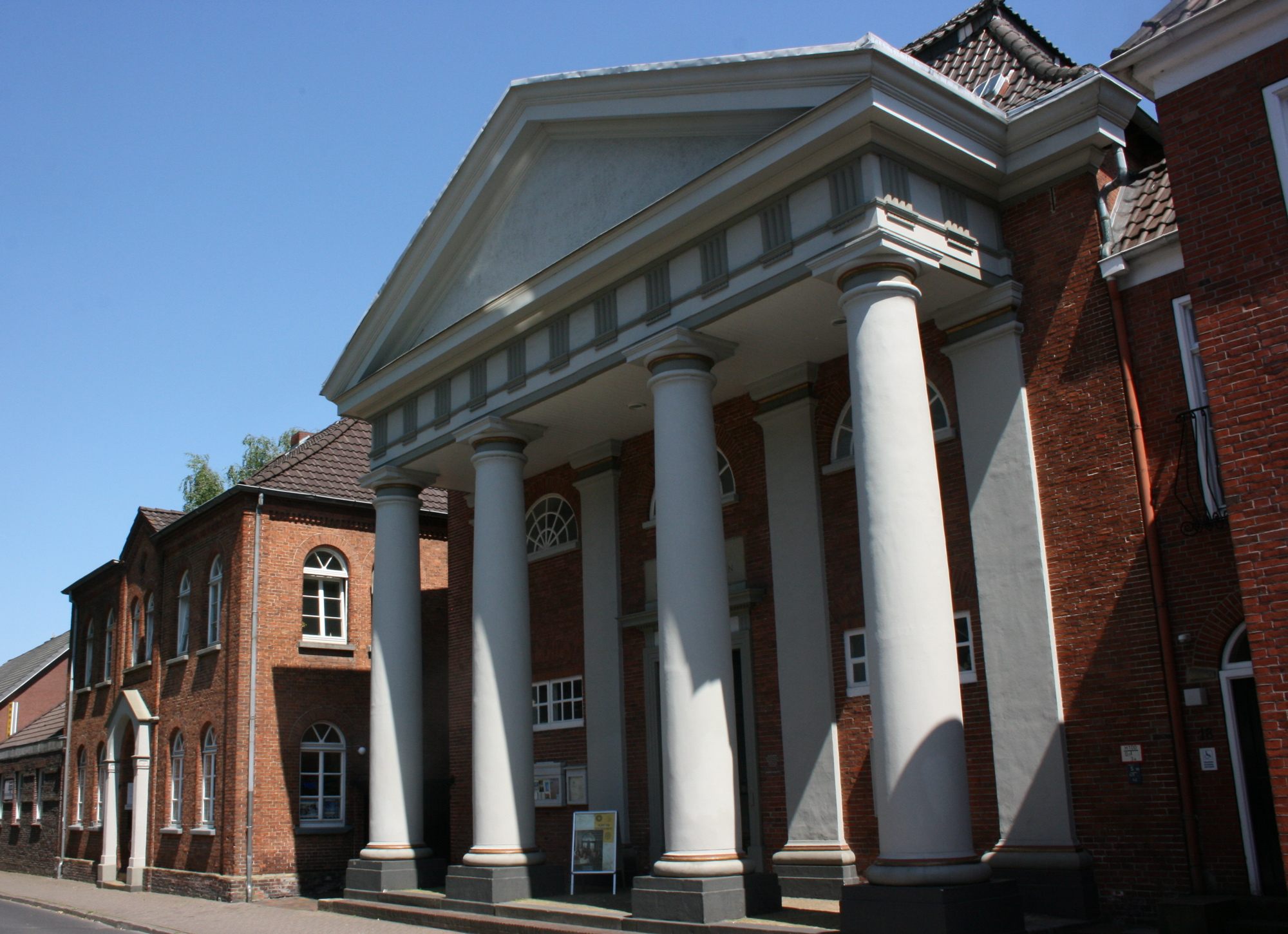
Reformierte Kirche in Aurich

## Niedersachsen

### Bad Bentheim

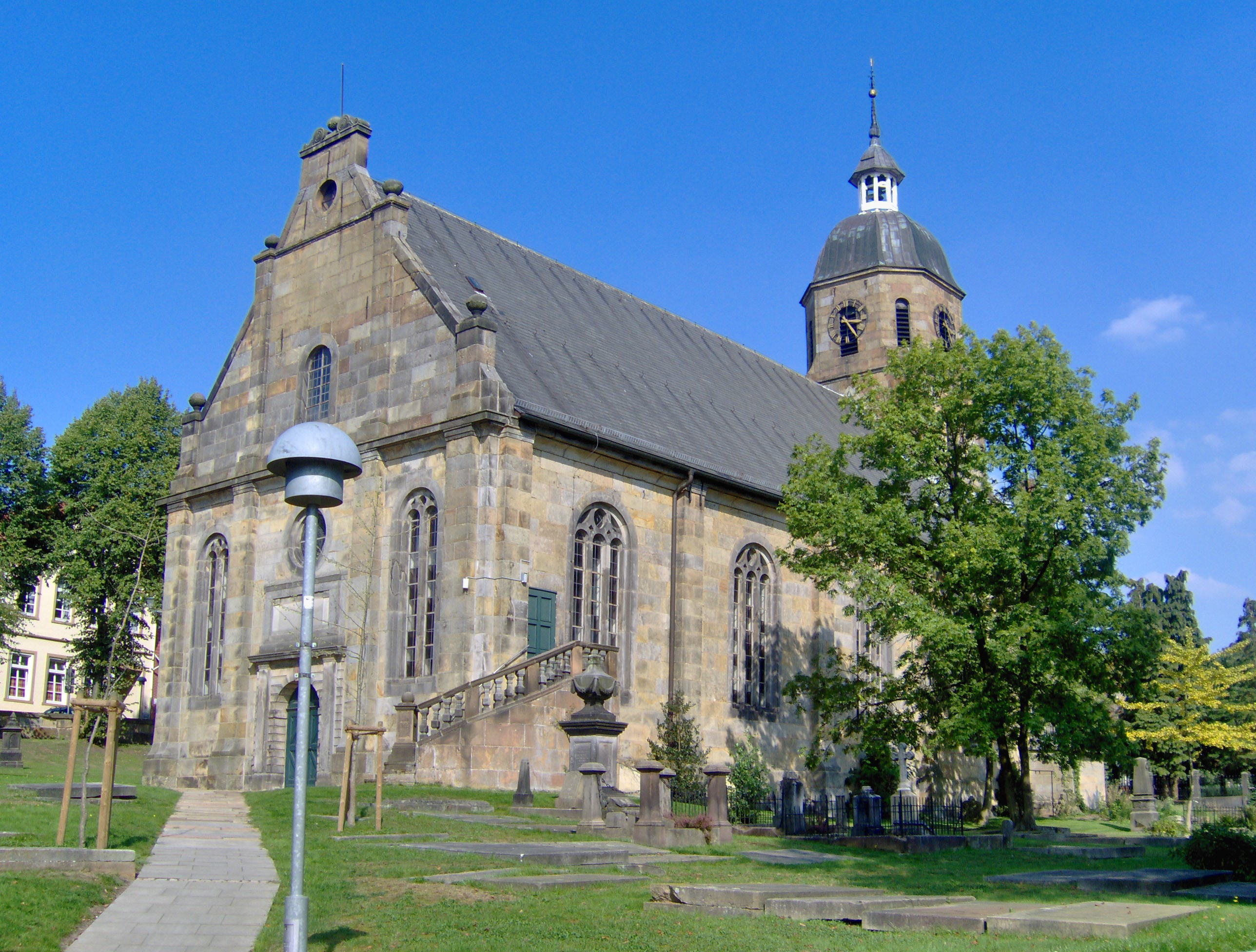
Ev.-ref. Kirche in Bad Bentheim

- Ev.-ref. Kirche (Bad Bentheim)
- Ev.-ref. Kirche (Gildehaus)

### Bovenden
- Ev.-ref. Kirche (Bovenden)
- Ev.-ref. Kirche (Eddigehausen)
- Ev.-ref. Kirche (Holzerode)

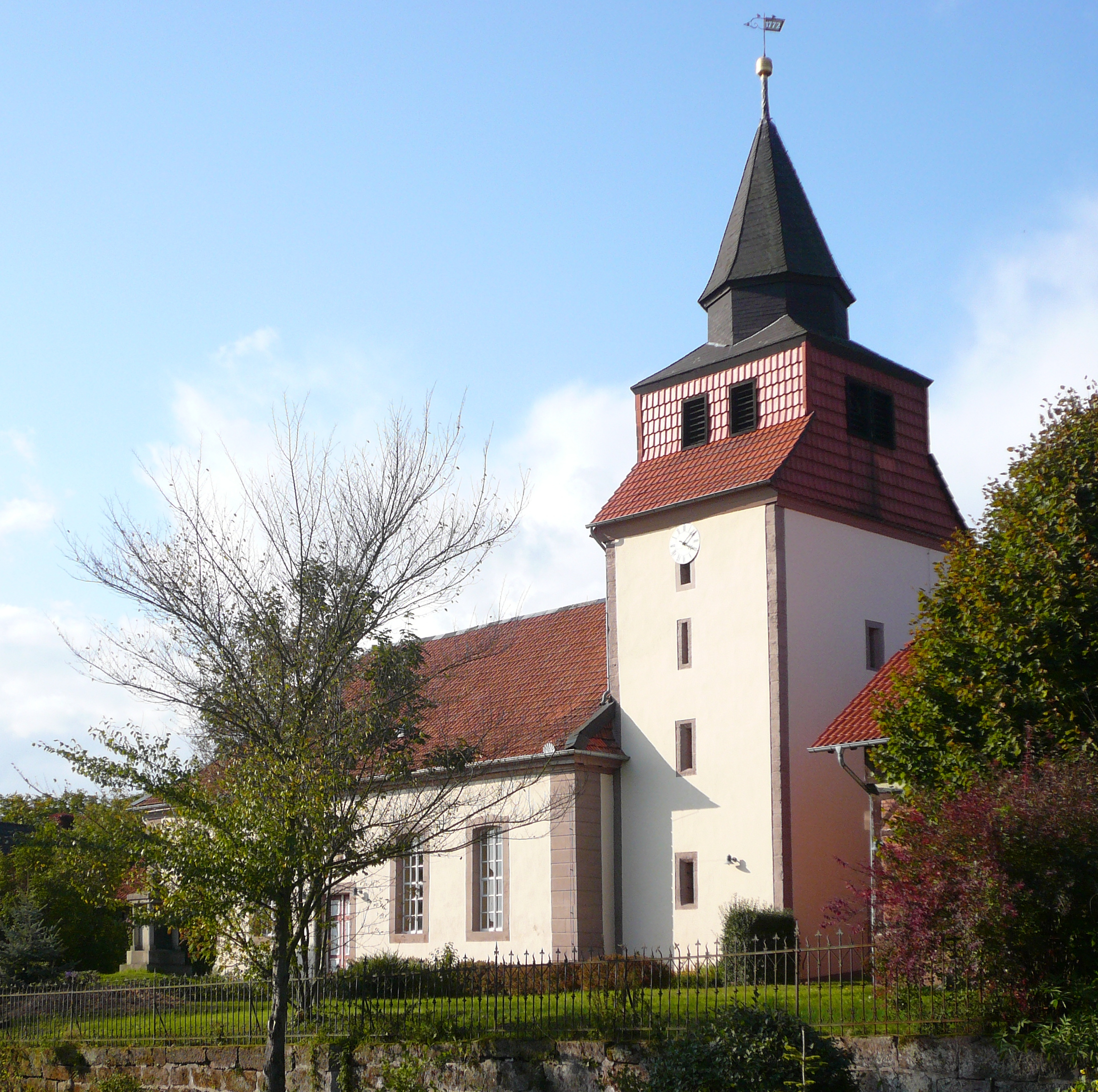
Reformierte Kirche in Spanbeck

- Ev.-ref. Kirche (Oberbillingshausen)
- Ev.-ref. Kirche (Spanbeck)

### Emden

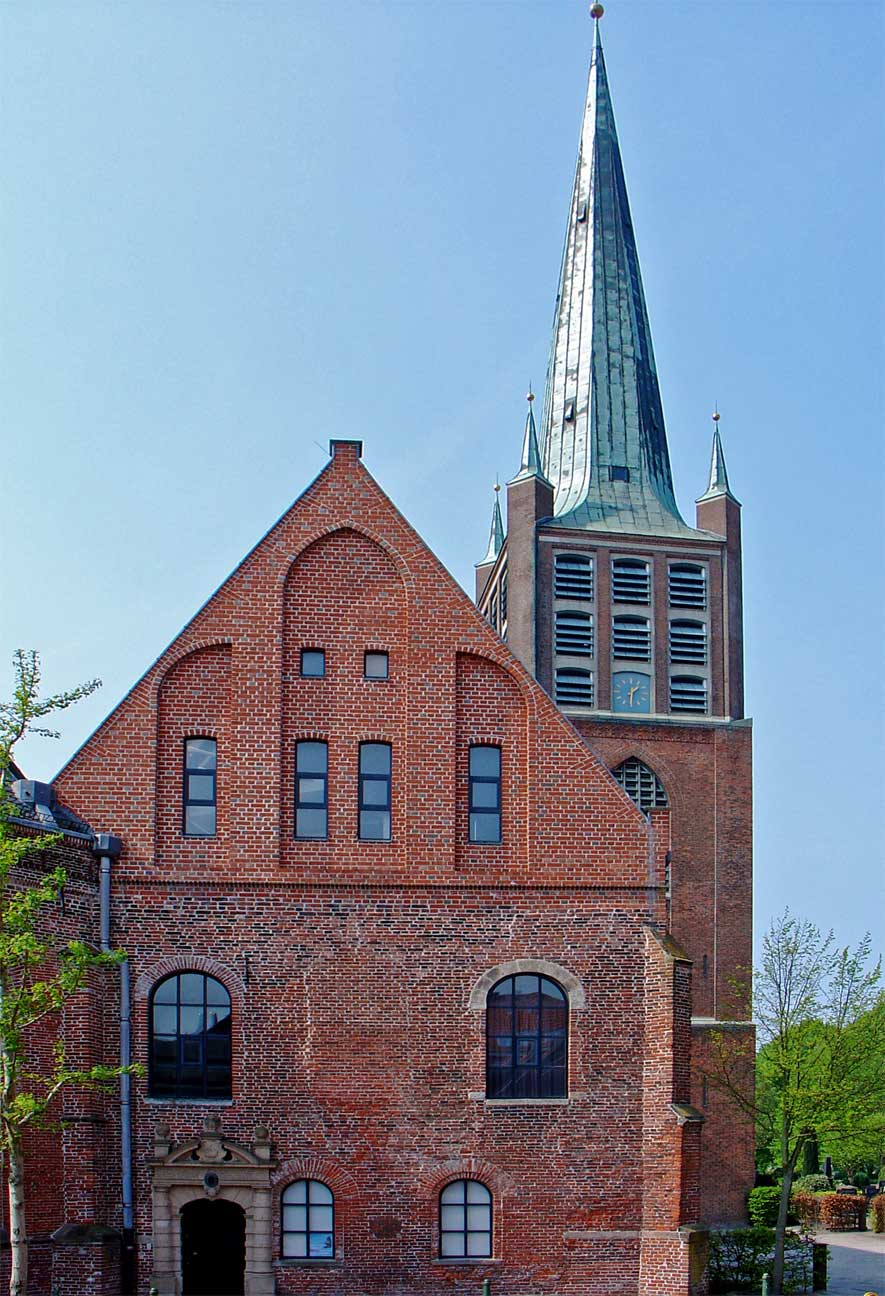
Große Kirche in Emden

### Freren

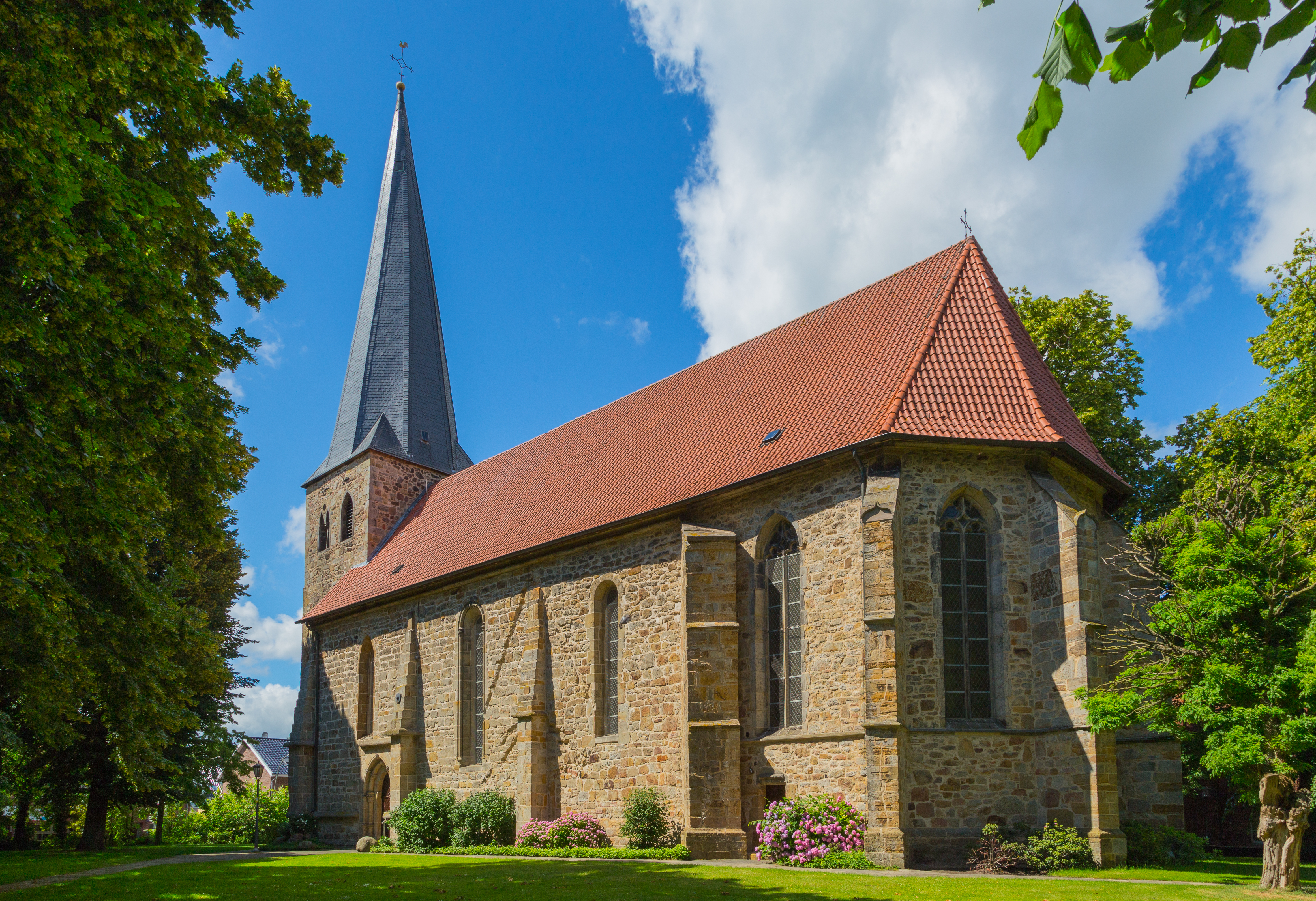
Evangelische Kirche Freren

### Hannover

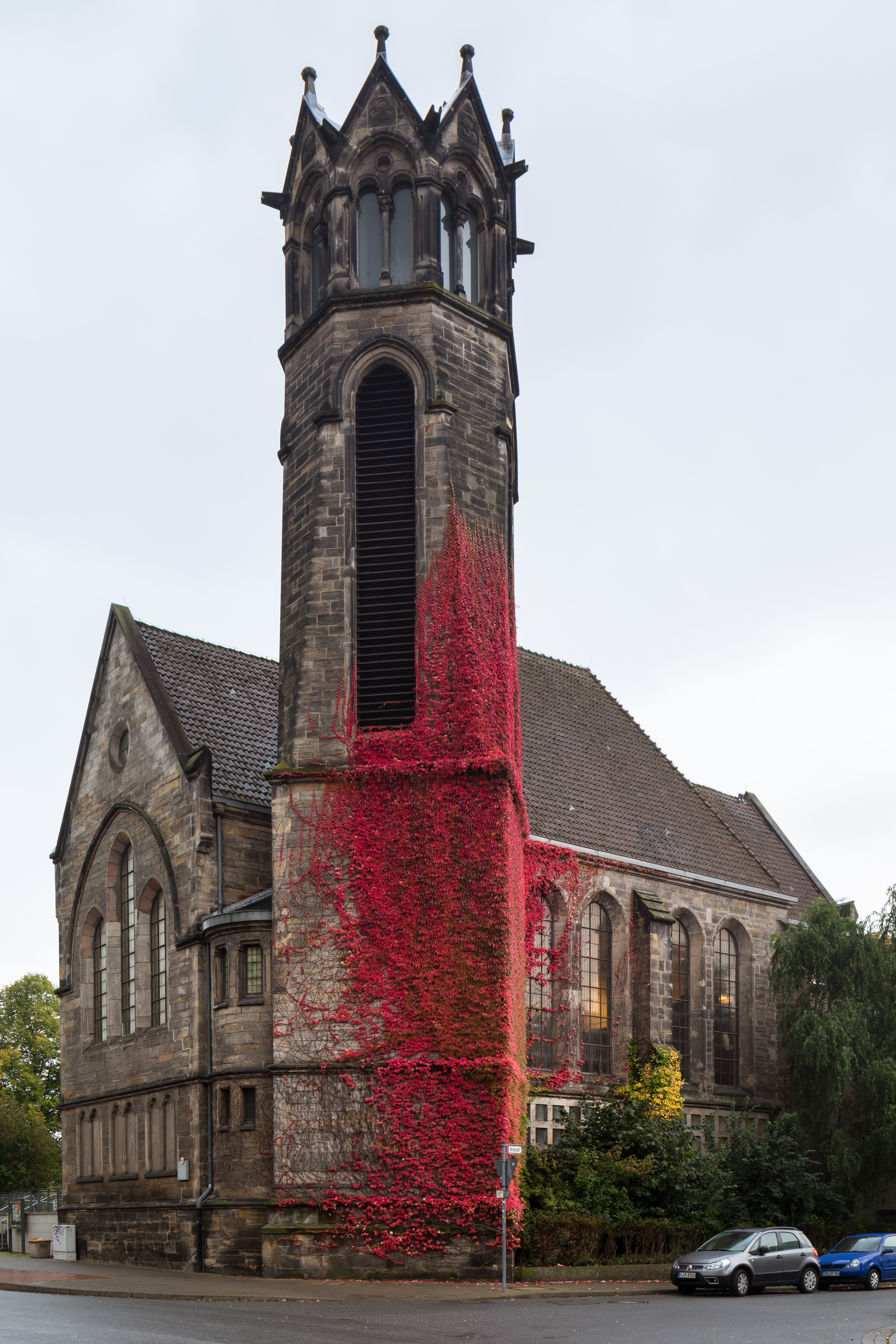
Reformierte Kirche in Hannover

### Hinte

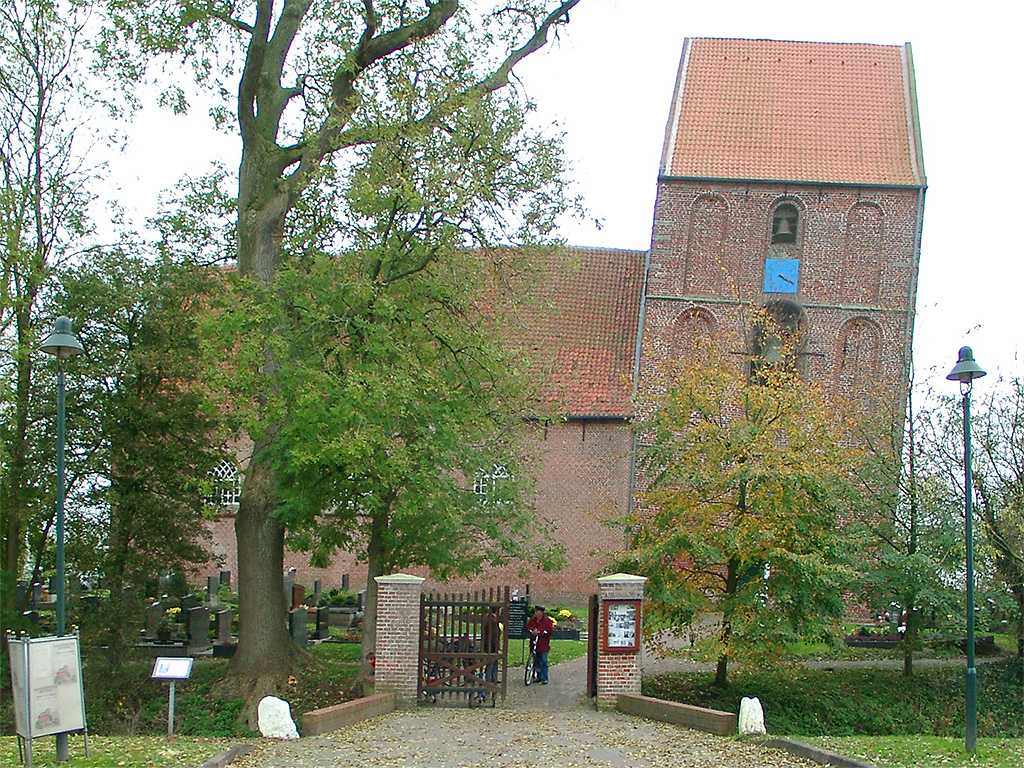
Suurhuser Kirche mit dem „Schiefen Turm von Suurhusen“

### Braunschweig
- Mühlenkirche (Veltenhof)

### Georgsdorf
- Ev.-ref. Kirche (Georgsdorf)

### Gleichen
- Ev.-ref. Kirche (Etzenborn)
- Ev.-ref. Kirche (Mackenrode)
- Ev.-ref. Kirche (Sattenhausen)

### Hameln
- Ev.-ref. Kirche (Hameln)

### Hannoversch Münden
- Ev.-ref. Kirche (Hann. Münden)

### Hildesheim
- Ev.-ref. Kirche (Hildesheim)

### Hoogstede
- Ev.-ref. Kirche (Hoogstede)

### Ihlow
- → Hauptartikel: Simonswoldmer Kirche

### Jemgum
- → Hauptartikel: Böhmerwolder Kirche
- → Hauptartikel: Critzumer Kirche
- → Hauptartikel: Ditzumer Kirche

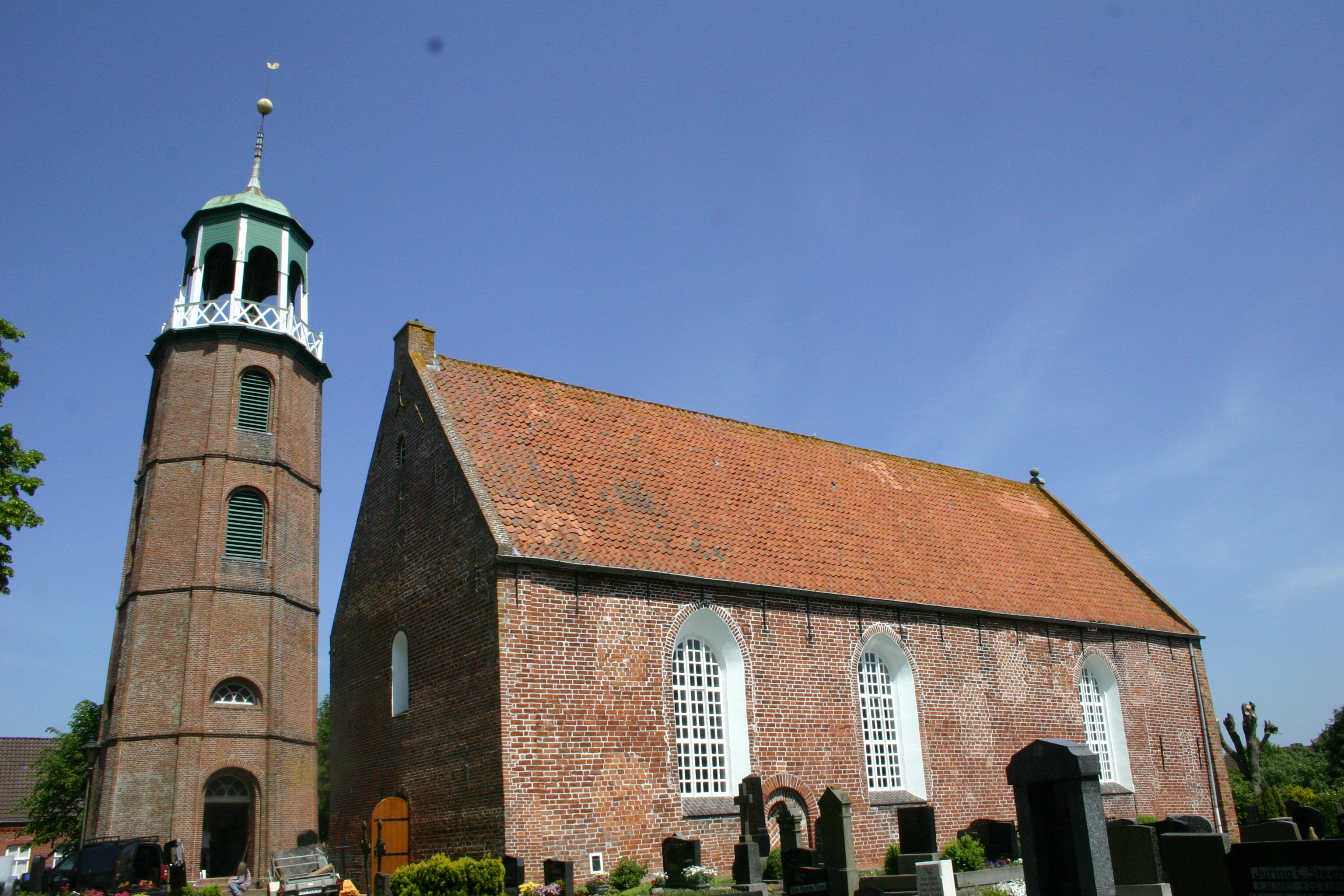
Ditzumer Kirche

- → Hauptartikel: St.-Sebastians-Kirche (Hatzum)
- → Hauptartikel: Reformierte Kirche (Jemgum)
- → Hauptartikel: St.-Maria-Kirche (Marienchor)
- → Hauptartikel: Midlumer Kirche
- → Hauptartikel: Nendorper Kirche
- → Hauptartikel: Oldendorper Kirche

### Krummhörn

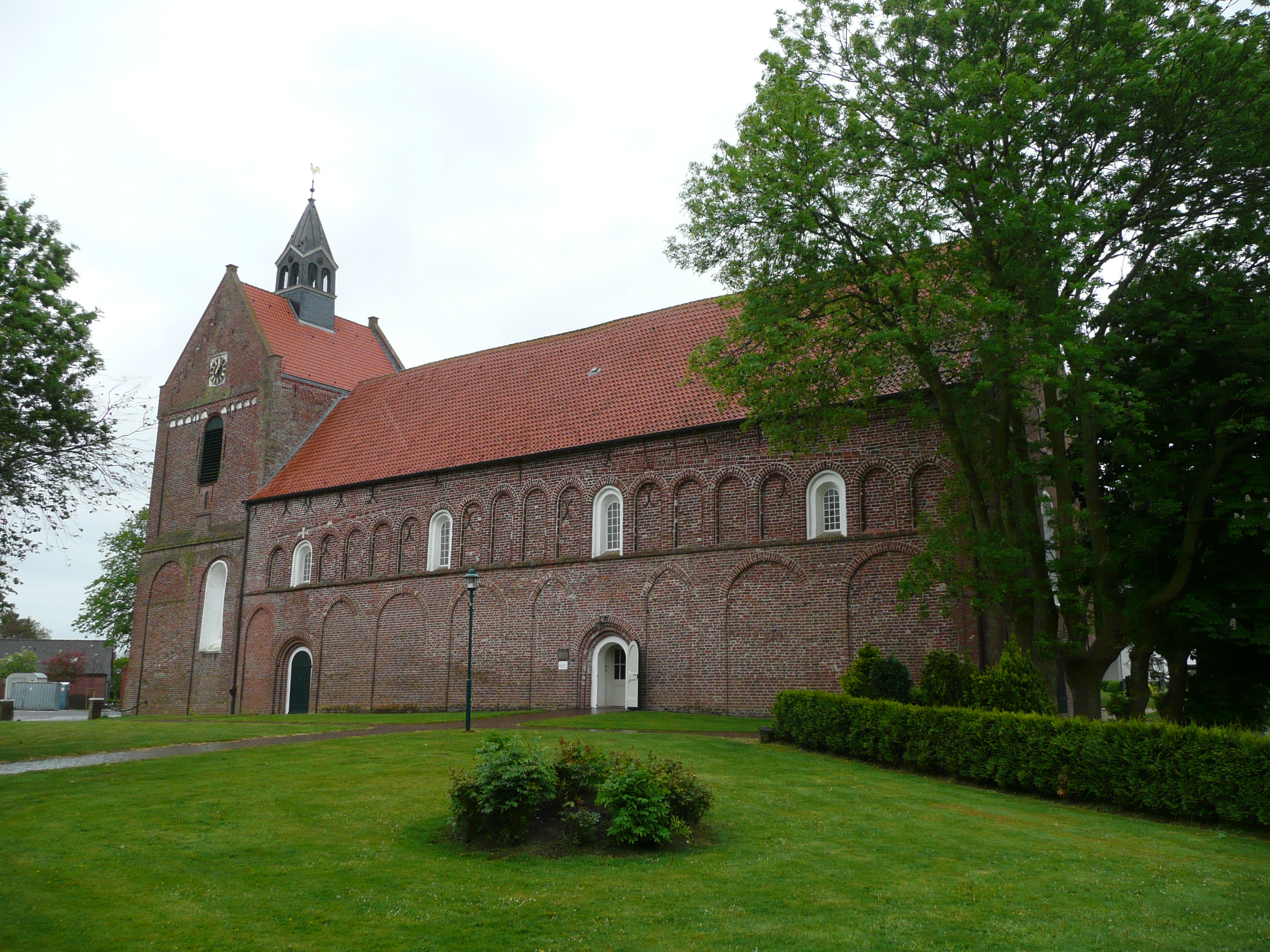
Eilsumer Kirche

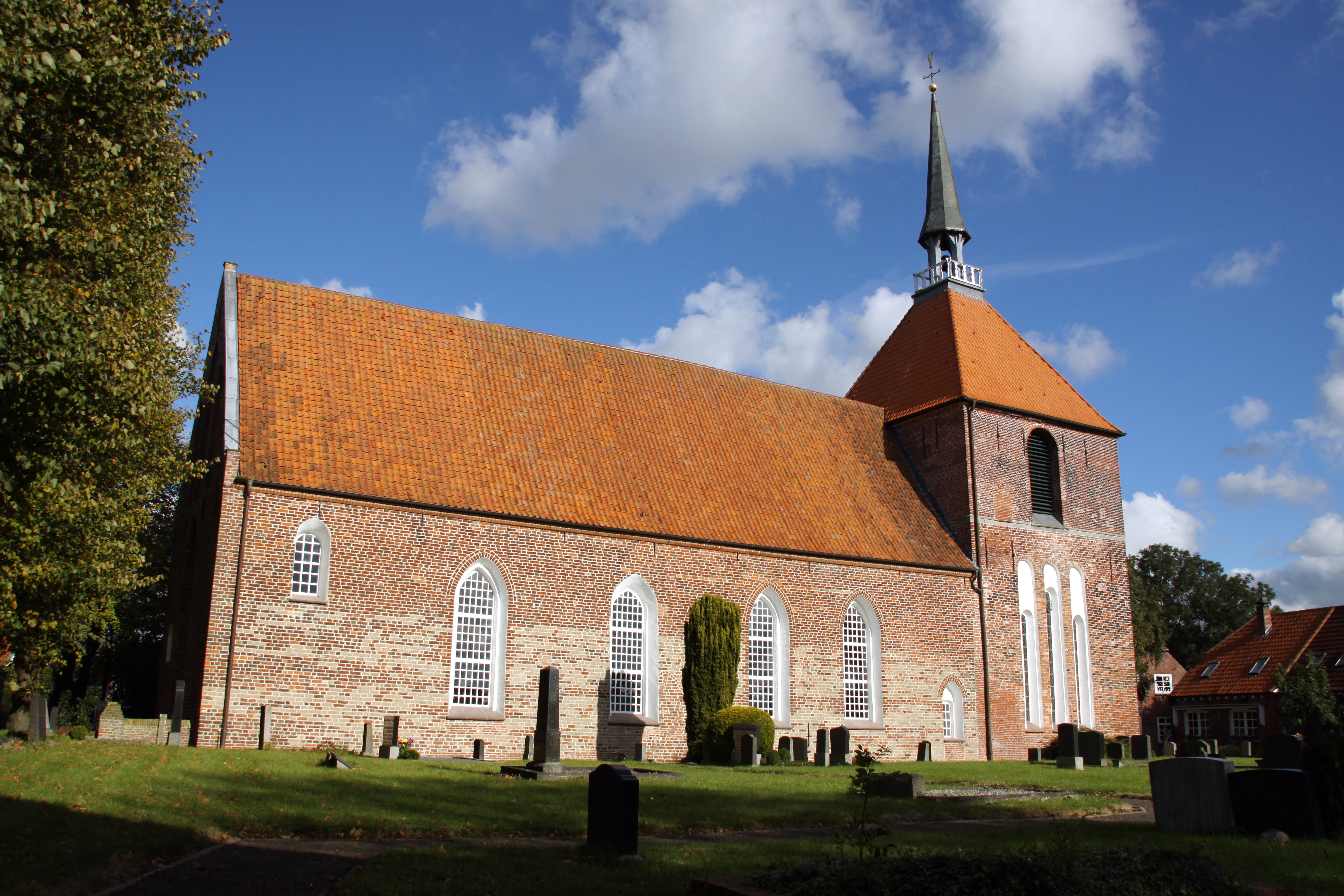
Rysumer Kirche

- → Hauptartikel: Reformierte Kirche (Campen)
- → Hauptartikel: Canumer Kirche
- → Hauptartikel: Eilsumer Kirche
- → Hauptartikel: Freepsumer Kirche
- → Hauptartikel: Greetsieler Kirche
- → Hauptartikel: Grimersumer Kirche
- → Hauptartikel: Groothuser Kirche
- → Hauptartikel: St.-Maria-Kirche (Hamswehrum)
- → Hauptartikel: Jennelter Kirche
- → Hauptartikel: Manslagter Kirche
- → Hauptartikel: Pilsumer Kreuzkirche
- → Hauptartikel: Rysumer Kirche
- → Hauptartikel: Uplewarder Kirche
- → Hauptartikel: Uttumer Kirche
- → Hauptartikel: Visquarder Kirche
- → Hauptartikel: Woltzetener Kirche

### Laar
- Ev.-ref. Kirche (Laar)

### Lage (Dinkel)

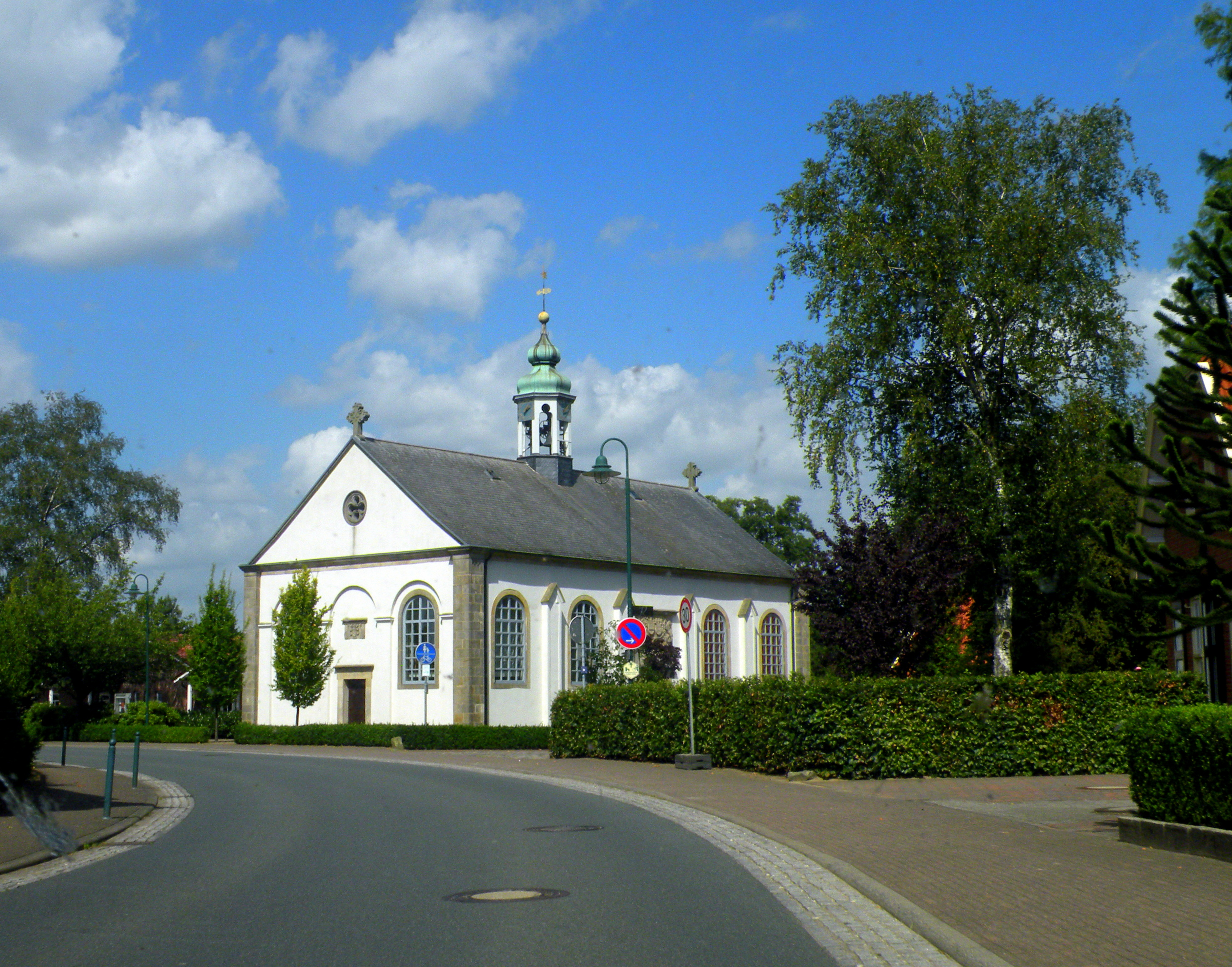
Reformierte Kirche in Lage

- → Hauptartikel: Reformierte Kirche (Lage)

### Langen (Geestland)
- Ev.-ref. Kirche (Holßel)

### Leer (Ostfriesland)
- Reformierte Kirche (Heisfelde)
- → Hauptartikel: Große Kirche (Leer)

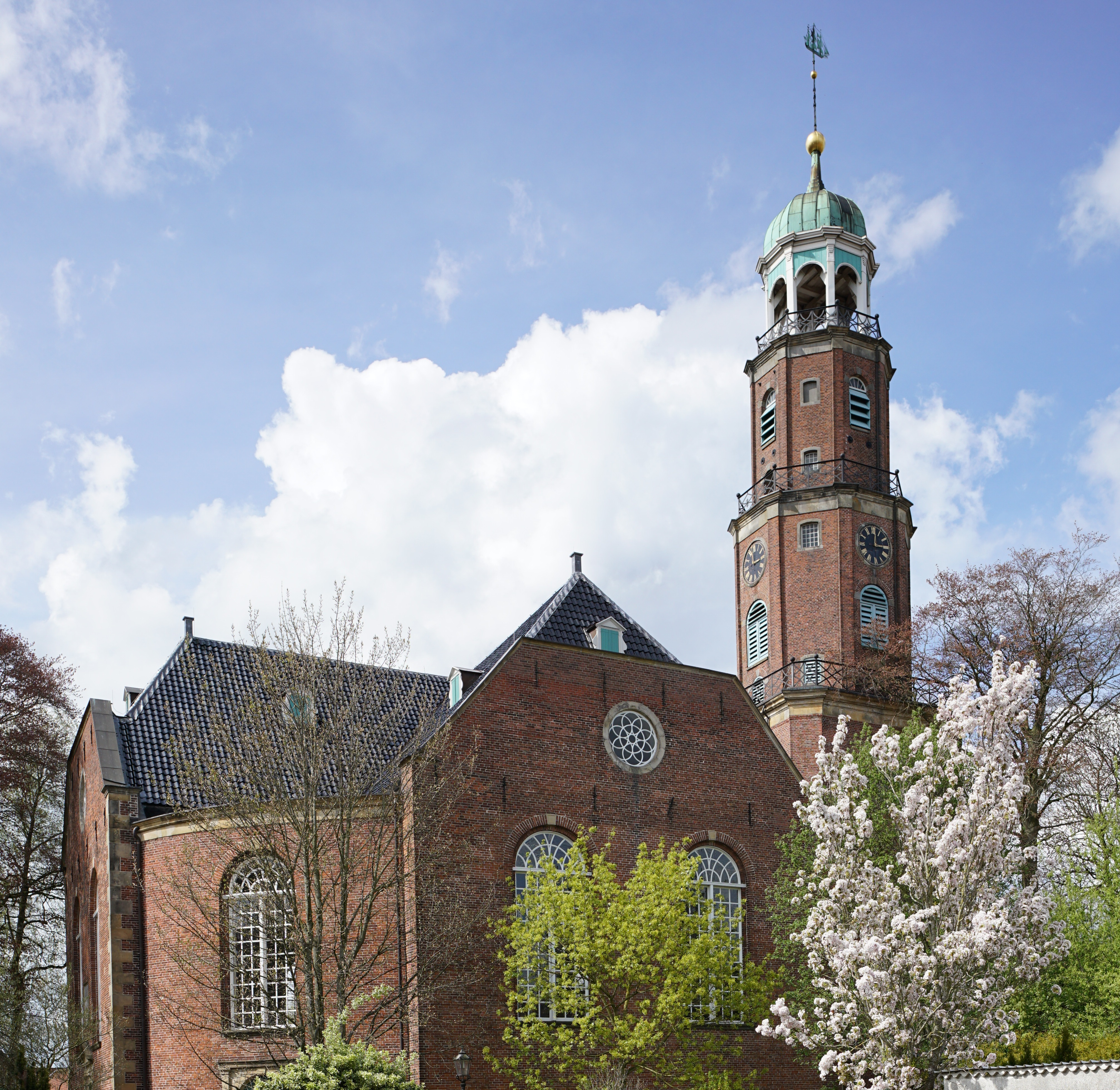
Große Kirche in Leer

- → Hauptartikel: Reformierte Kirche (Loga)
- → Hauptartikel: Reformierte Kirche (Nüttermoor)

### Lengerich (Emsland)
- → Hauptartikel: Reformierte Kirche Lengerich

### Lingen (Ems)

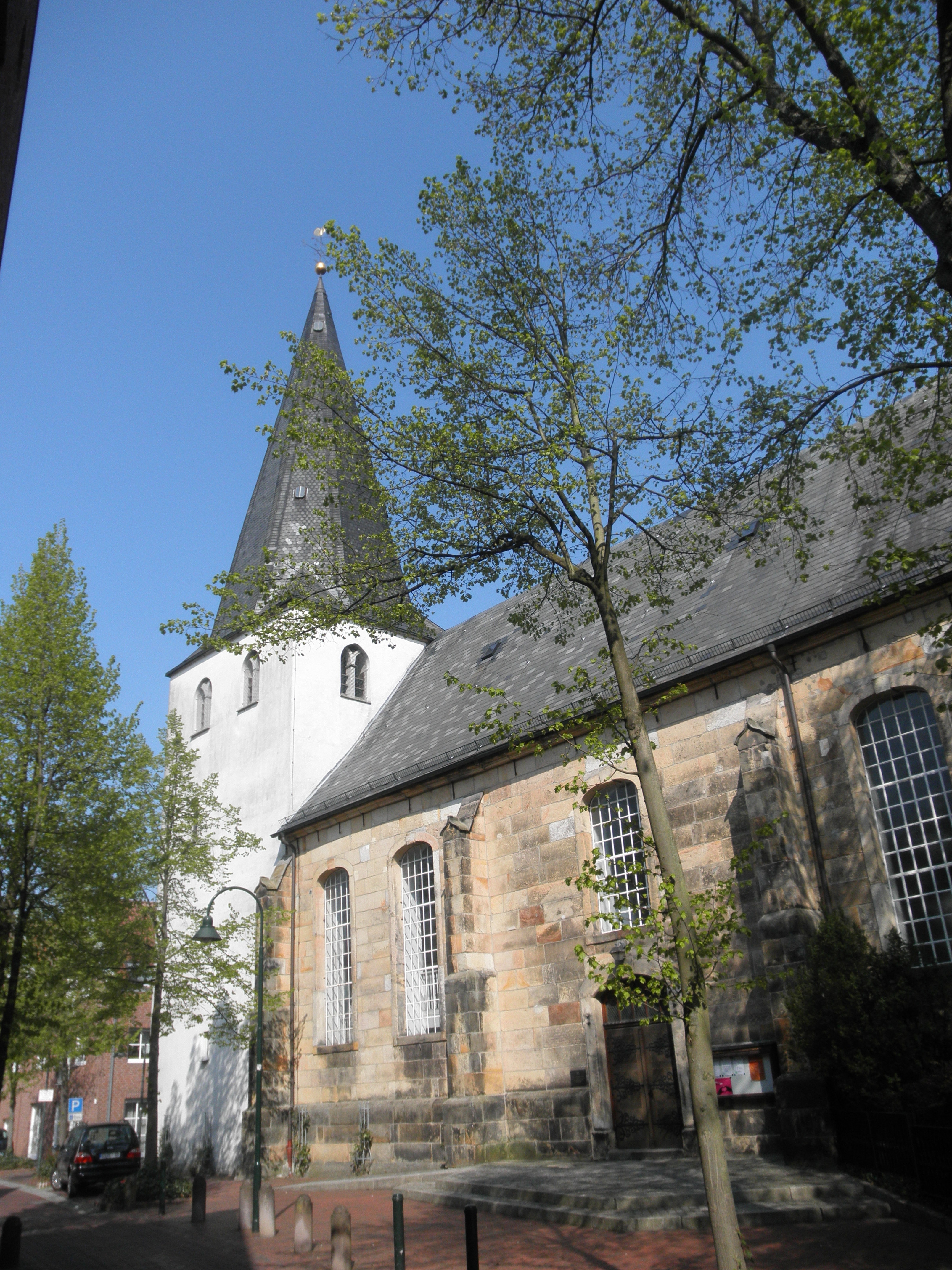
Ev.-ref. Kirche in Lingen

- Ev.-ref. Kirche (Baccum)
- → Hauptartikel: Ev.-ref. Kirche (Lingen)

### Lüneburg
- Ev.-ref. Kirche (Lüneburg)

### Lünne
- Ev.-ref. Kirche (Lünne)

### Melle
- Ev.-ref. Kirche (Melle)

### Meppen
- Ev.-ref. Kirche (Meppen)

### Moormerland
- → Hauptartikel: Gandersumer Kirche
- → Hauptartikel: Reformierte Kirche (Neermoor)
- Ev.-ref. Kirche (Neermoorpolder)
- → Hauptartikel: Oldersumer Kirche
- → Hauptartikel: Nicolai-Kirche (Rorichum)
- → Hauptartikel: Tergaster Kirche
- → Hauptartikel: Veenhuser Kirche

### Neuenhaus

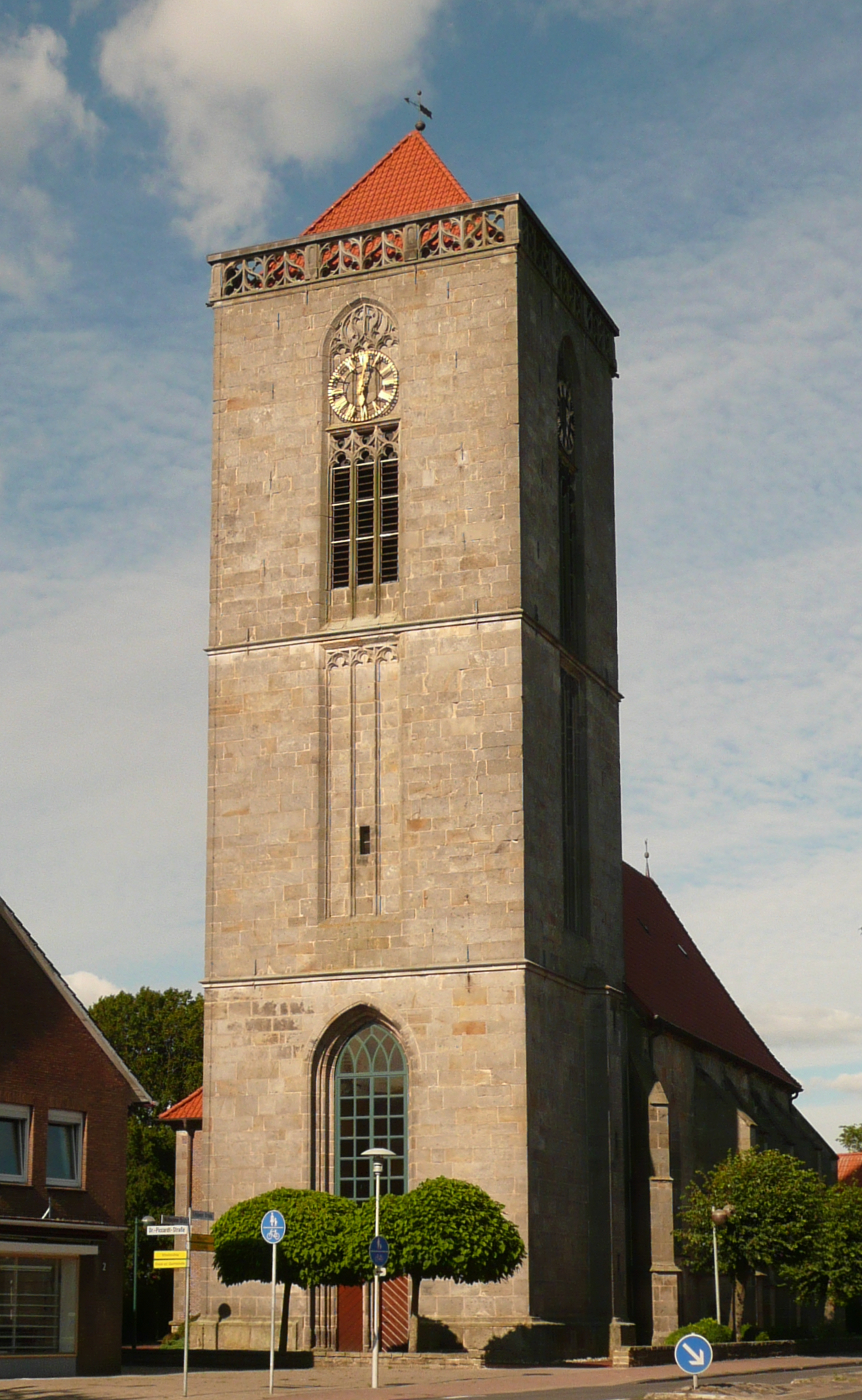
Ev.-ref. Kirche in Veldhausen

- → Hauptartikel: Reformierte Kirche Neuenhaus
- → Hauptartikel: Evangelisch-reformierte Kirche (Veldhausen)

### Nörten-Hardenberg
- Ev.-ref. Kirche (Angerstein)
- Ev.-ref. Kirche (Reyershausen)

### Norden (Ostfriesland)
- → Hauptartikel: Bargeburer Kirche
- Ev.-ref. Kirche (Leybucht)

### Nordhorn

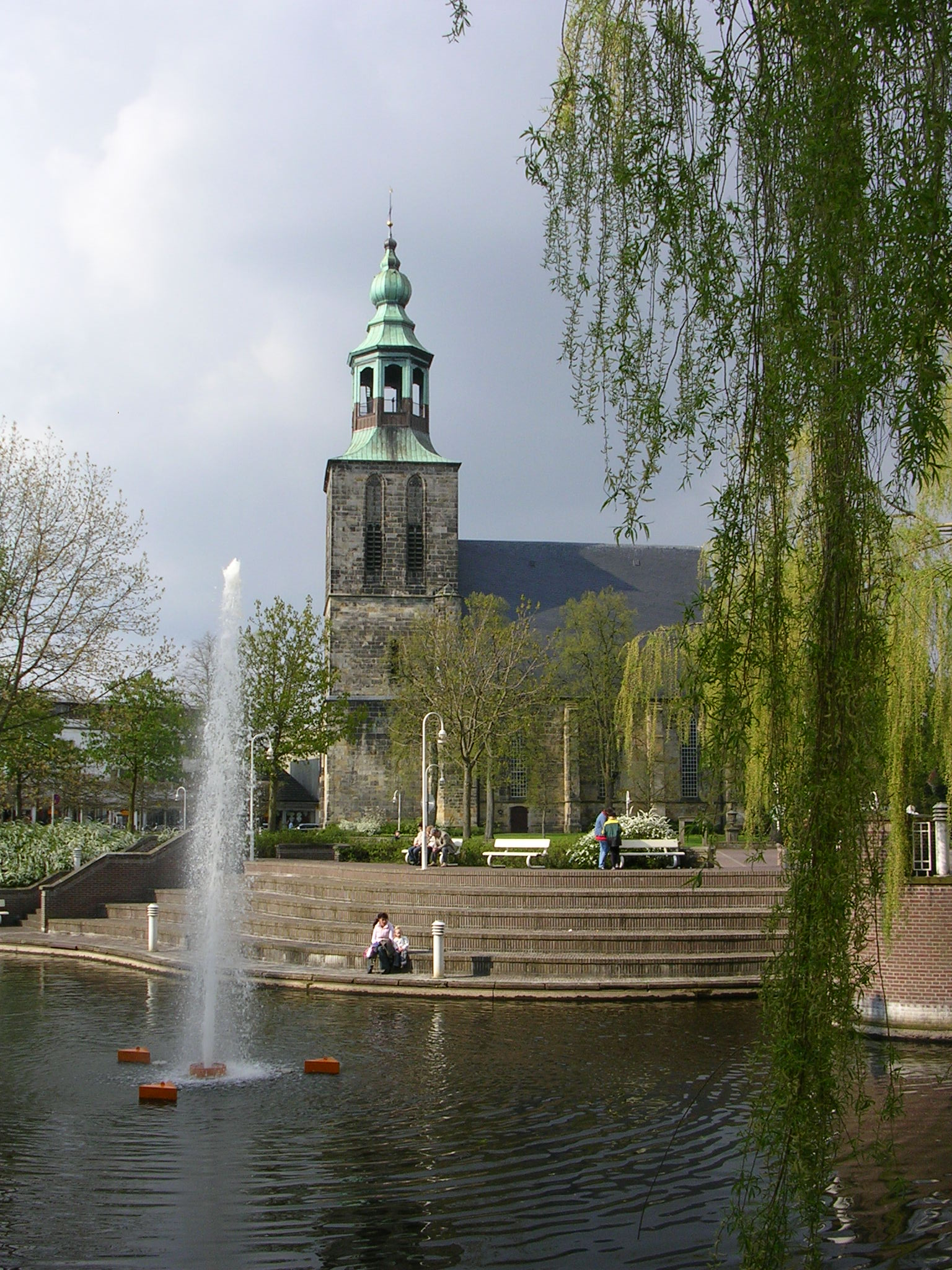
Alte Kirche in Nordhorn

- → Hauptartikel: Alte Kirche am Markt (Nordhorn)
- Bookholter Kirche
- → Hauptartikel: Evangelisch-reformierte Kirche (Brandlecht)
- Neue Kirche

### Northeim
- Ev.-ref. Kirche (Northeim)

### Ohne
- → Hauptartikel: Reformierte Kirche (Ohne)

### Osnabrück
- → Hauptartikel: Bergkirche (Osnabrück)
- Friedenskirche (Osnabrück)

### Papenburg
- Ev.-ref. Kirche (Papenburg)

### Ringstedt
- → Hauptartikel: St. Fabian (Ringstedt)(Simultankirche)

### Rinteln

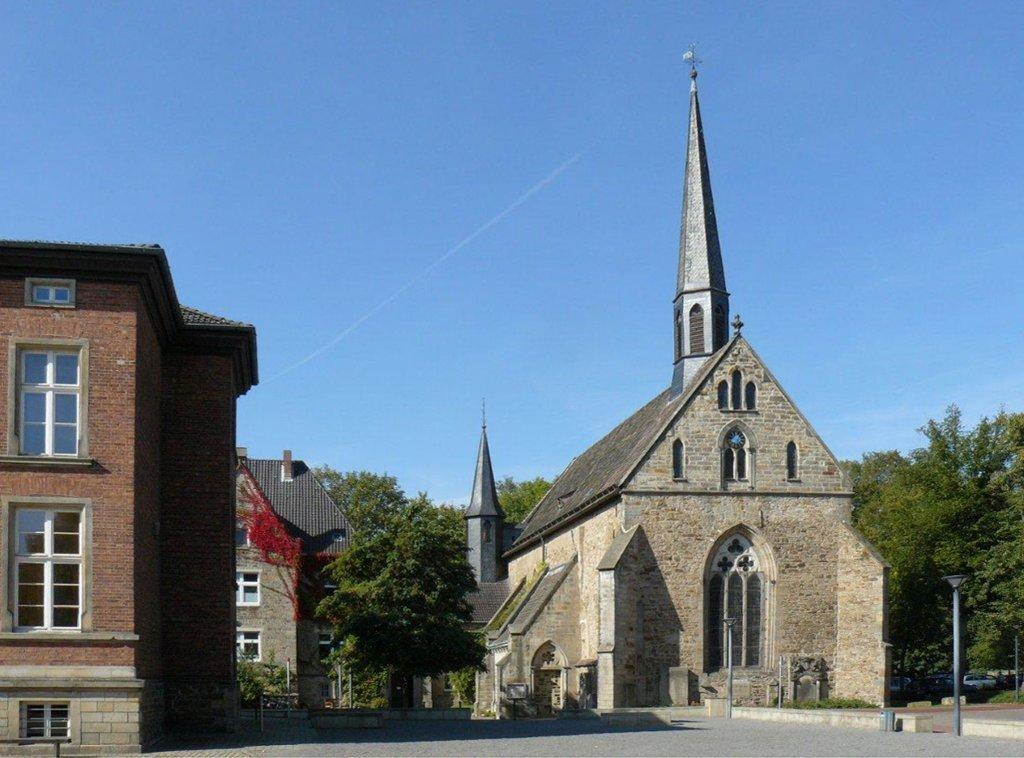
Jakobikirche in Rinteln

- → Hauptartikel: Kloster Möllenbeck
- Jakobikirche (Rinteln)

### Salzbergen
- Ev.-ref. Kirche (Salzbergen)

### Sande (Friesland)
- Ev.-ref. Kirche (Dykhausen)

### Schapen
- → Hauptartikel: Evangelisch-reformierte Kirche (Schapen)

### Schüttorf

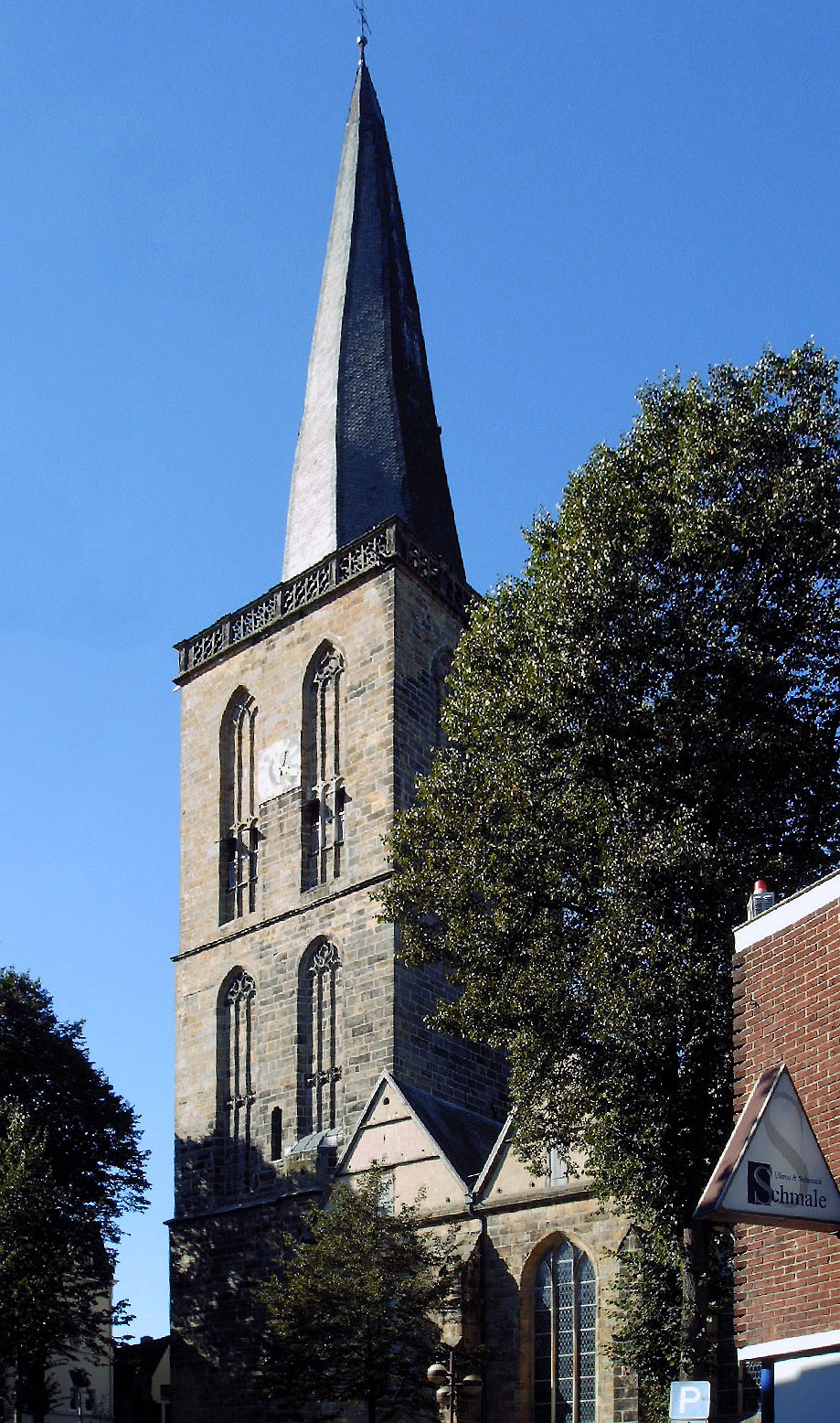
Große Kirche in Schüttorf

- → Hauptartikel: Schüttorf#Evangelisch-reformierte Kirche

### Schwanewede
- Michaelskirche Neuenkirchen

### Südbrookmerland
- → Hauptartikel: Bedekaspeler Kirche

### Thuine
- → Hauptartikel: St. Georg (Thuine) (Simultankirche)

### Uelsen
- → Hauptartikel: Evangelisch-reformierte Kirche (Uelsen)

### Weener

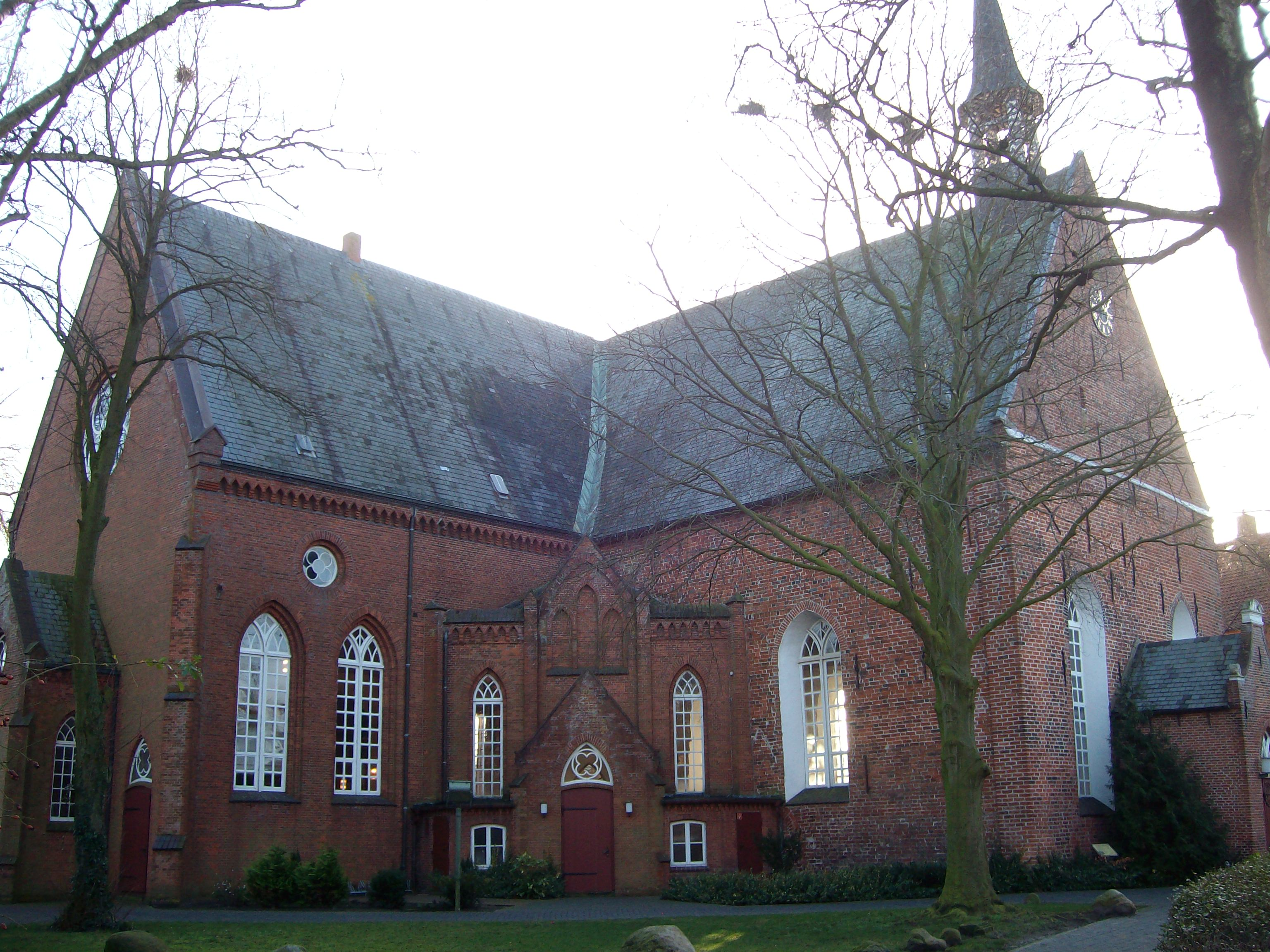
Georgskirche in Weener

- → Hauptartikel: Holthuser Kirche
- → Hauptartikel: Kirchborgumer Kirche
- → Hauptartikel: Möhlenwarfer Kirche
- → Hauptartikel: St. Georgiwolder Kirche
- → Hauptartikel: Stapelmoorer Kirche
- → Hauptartikel: Vellager Kirche
- → Hauptartikel: Evangelisch-reformierte Kirche (Weener)
- → Hauptartikel: Weenermoorer Kirche

### Westoverledingen
- → Hauptartikel: Reformierte Kirche (Driever)
- → Hauptartikel: Esklumer Kirche
- → Hauptartikel: Großwolder Kirche
- → Hauptartikel: St. Johannes Baptist (Grotegaste)
- → Hauptartikel: Ihrenerfelder Kirche
- → Hauptartikel: Reformierte Kirche (Ihrhove)

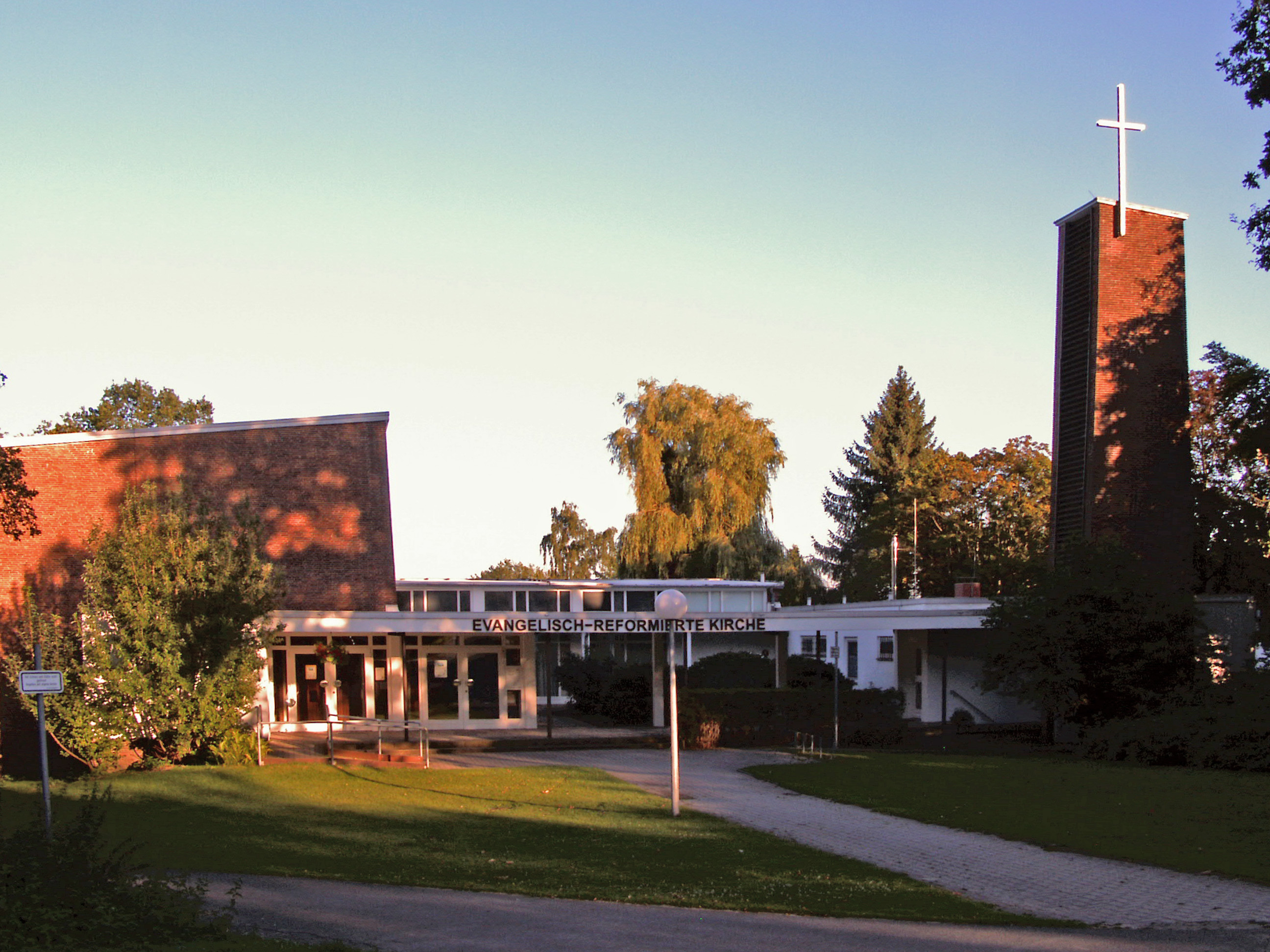
Reformierte Kirche in Wolfsburg

- → Hauptartikel: Mitling-Marker Kirche

### Wilsum
- Ev.-ref. Kirche (Wilsum)

### Wirdum
- → Hauptartikel: Wirdumer Kirche

### Wolfsburg
- Ev.-ref. Kirche (Wolfsburg)

## Sachsen

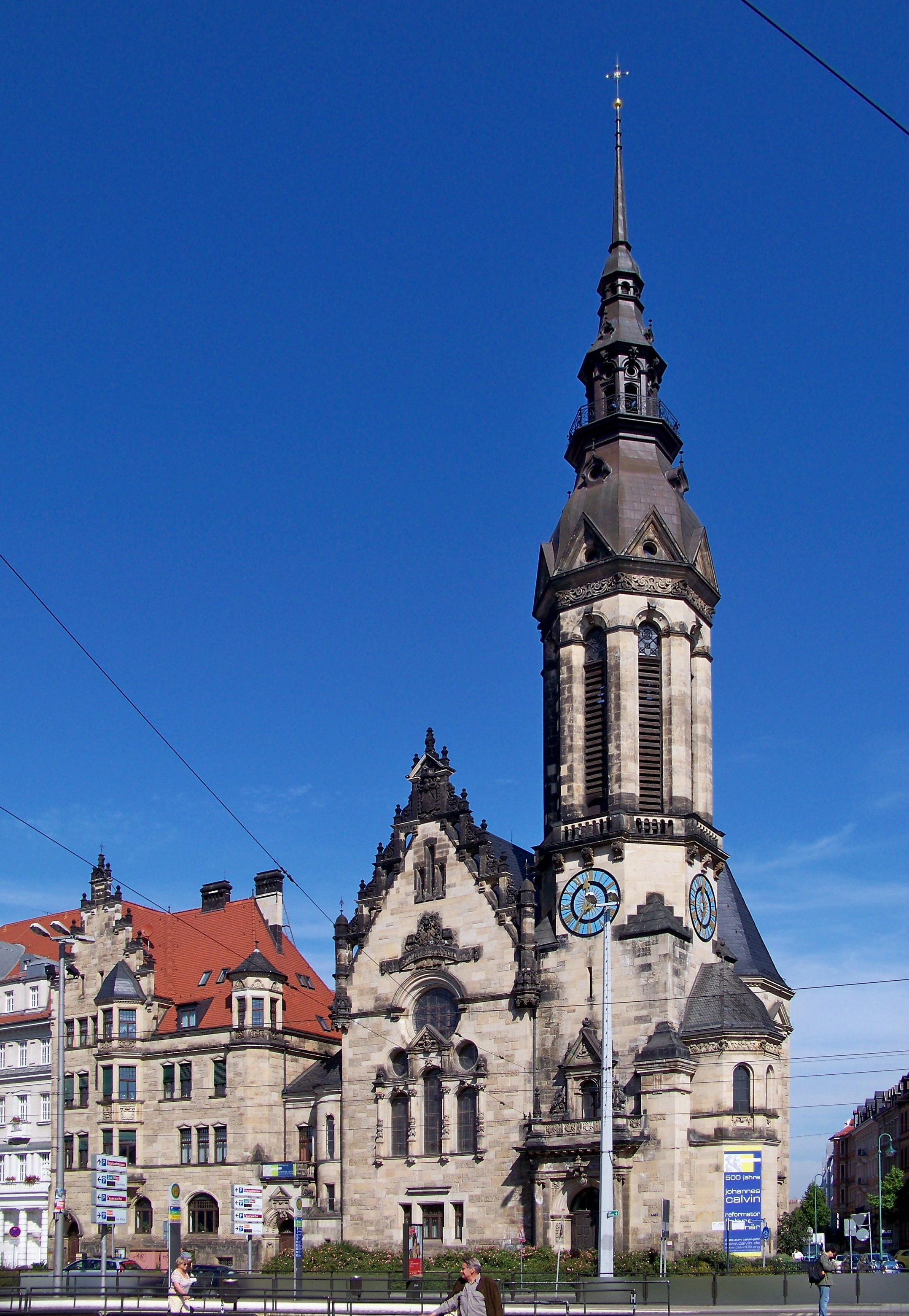
Reformierte Kirche in Leipzig

### Chemnitz
- Ev.-ref. Kirche (Chemnitz)

### Dresden
- Ev.-ref. Kirche (Dresden)

### Leipzig
- → Hauptartikel: Reformierte Kirche (Leipzig)

## Schleswig-Holstein

### Lübeck

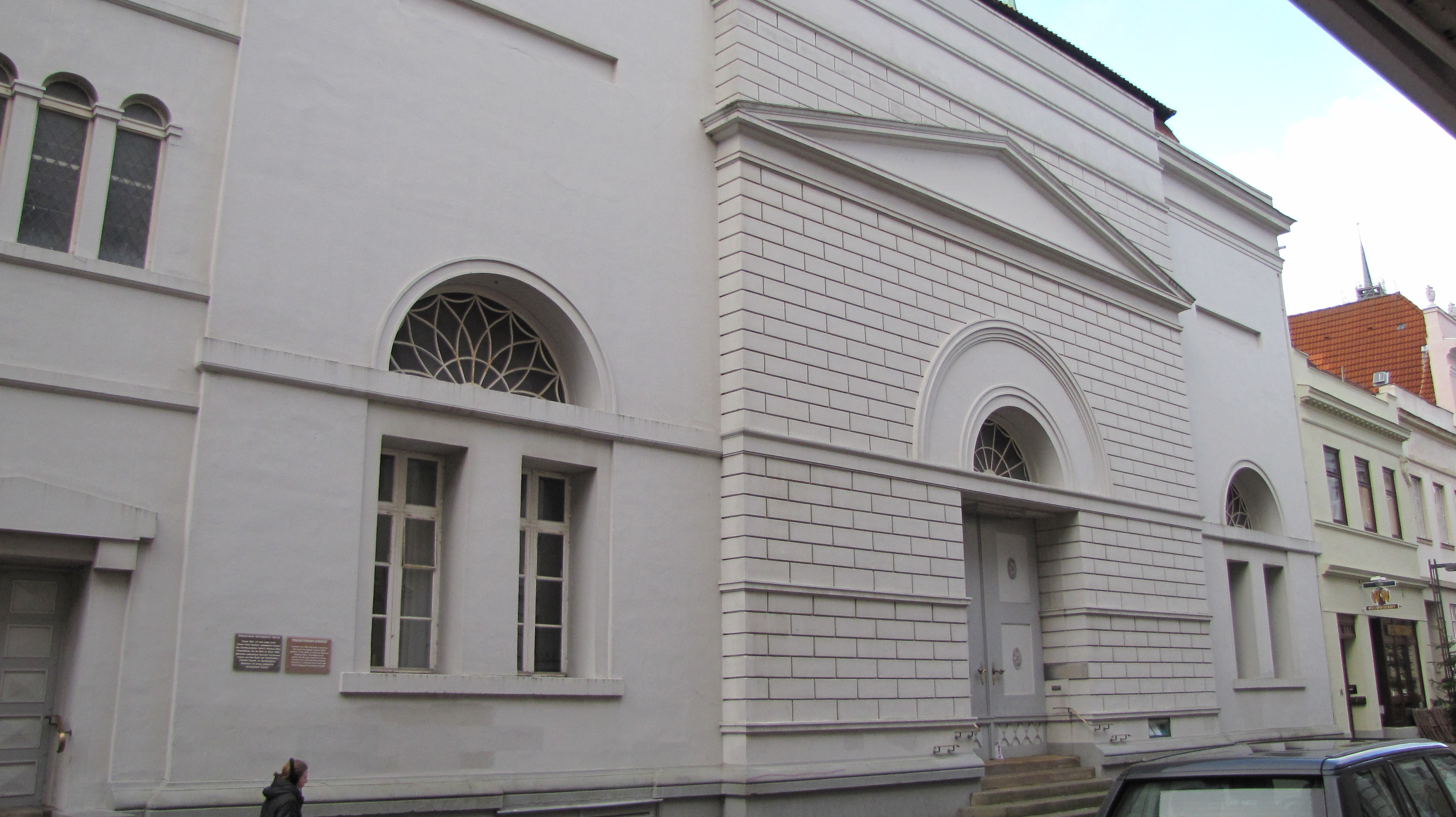
Reformierte Kirche in Lübeck

- → Hauptartikel: Reformierte Kirche (Lübeck)